# Quilaco
Quilaco es una comuna chilena de la zona central de Chile, ubicada en la Región del Biobío, al sur de Santa Bárbara, y en la ribera sur del río Biobío. Fue fundada el 13 de diciembre de 1760, en el reducto del lonco Mallacán, vecino de Pichipillán y Coñuepán.

## Toponimia
Hay dos teorías:
El nombre puede provenir de la descripción en mapudungun de la unión de tres ríos (Quila tres; ko aguas) Está rodeada de tres ríos, Biobío, Quilmes y Lirquen. 
Otra acepción es küḻa ( Quila Chusquea quila) .) y Ko Agua. Agua de Quila.
Quilaco era un lugar identificado con muchas fuentes de agua que servía para sanar el kutran de los mapuches. Era un lugar sacralizado.
La quila (chusquea quila) es una planta provista de cañas ramificadas que nacen del suelo en forma oblicua, que puede alcanzar hasta 10 metros de altura con culmos (tramos) de hasta 2 metros de diámetro. “Las flores se agrupan en panículas, inflorescencias de 15 centímetros de longitud. Florecen después de un cierto número de años, después de la floración y fructificación las matas se secan”.

## Historia

### Historia precolombina
Lo que hoy en día se conoce como el valle de Santa Bárbara cuenta con una ancestralidad que desconcierta principalmente a las generaciones que aprendieron de la historia de España en Chile, pero se desconoce el gran legado ancestral de nuestras culturas prehispánicas. Fue así que tras relatos que por siglos mantuvieron los vecinos de los sectores de Los Boldos, Los Notros, Lo Nieve, San Lorenzo, Corcovado, entre otros, se logró evidenciar que en estos sectores la presencia de asentamientos prehispánicos tales como el complejo Pitrén y Vergel. Estos últimos, fueron investigados por la Universidad de Concepción, la que ratificó en 2013 estos hallazgos que por el minuto es el asentamiento más antiguo que existe en lo que denominaban los pehuenches Valle de Nelkewe.

#### Complejo Pitrén y Vergel
Distintos grupos prehispánicos habitaron la zona centro-sur de Chile y compartieron técnicas y diseños cerámicos, además de formas similares de enterrar a sus muertos. A este estilo alfarero y patrón funerario, los arqueólogos denominaron Complejo Cultural Pitrén. En la zona lacustre esta tipología se data hacia el 100 a. C., mientras que en el valle del Cautín, la costa y los sectores insulares, las fechas más tempranas se registran desde el 300 d. C., aproximadamente.
Estos grupos habitaban en pequeños espacios que despejaban en el interior de los bosques, donde emplazaban sus viviendas y cultivaban la tierra. No es claro que los grupos Pitrén se hayan establecido permanentemente en un lugar. Más bien, parecen haber tenido un modo de vida sedentario sobre una base estacional. Con ello se alude a la presencia de grupos humanos con sistemas sociales y contextos materiales distintivos y posibles de identificar en una determinada área.
El nombre proviene del topónimo Pitrén, localidad cercana al lago Calafquén, lugar en el que se encontraron los primeros artefactos cerámicos.
Dado que no existe registro de su lengua, se desconoce cómo se autodenominaban, y si se trataba de un mismo grupo étnico o de distintos que compartían elementos culturales comunes.
En la zona, el estilo cerámico denominado Pitrén abarcó desde el río Huequecura, Biobío, y Duqueco al lago Llanquihue, y desde la Isla Mocha a la provincia de Neuquén, en Argentina. Se sabe que estas poblaciones mantenían un vínculo con las poblaciones trasandinas, que tenían una cerámica muy similar. No obstante, Pitrén parece tener más cercanía cultural con ciertos grupos de la zona central de Chile. Es casi seguro que las poblaciones Pitrén más tardías mantuvieron relaciones con la cultura El Vergel y con otras poblaciones proto-mapuches del área que finalmente les sucedieron en la ocupación del espacio regional.
Estas bandas de cazadores-recolectores se habrían trasladado estacionalmente para explotar recursos silvestres, en tanto algunos grupos más hortícolas, mediante técnicas como "tala y roce", habrían ocupado las distintas áreas de la región centro-sur de Chile y andina oriental.
Su alfarería es la más antigua de la región y en la mayor parte de los casos sigue algunas tendencias estilísticas de las primeras cerámicas del Cono Sur de América: superficies principalmente monocromas, preferencia por los tonos oscuros y énfasis en las decoraciones modeladas. Esta alfarería exhibe gran variedad de formas, que van desde las sencillas botellas globulares a otras más elaboradas, especialmente los jarros con formas de animales, de calabazas o de seres humanos. Ocurren también las primeras vasijas asimétricas, conocidas como Ketru Metawe o «Jarro Pato», que todavía se encuentran en uso en los grupos mapuche y que poseen un fuerte simbolismo relacionado con la mujer casada. Se supone que estos grupos tuvieron una desarrollada artesanía en madera.
El pueblo mapuche y pehuenche consideran a estos primeros ceramistas como sus ancestros.  Las formas de entierro en los cementerios de los antecesores mapuches fueron diversas: en canoas o en troncos ahuecados, en cistas de piedra, inhumaciones directas en la tierra y en urnas funerarias de cerámica; esta última fue la modalidad de inhumación más común de la cultura El Vergel, entre el Bío Bío y el Toltén. A veces, coexisten enterratorios en urnas y en canoas en un mismo cementerio. En las tumbas de la más antigua cultura Pitrén, se disponen como ofrendas vasijas cerámicas, predominando los jarros simétricos y asimétricos con engobe negro o con decoración negativa de motivos geométricos o fitomorfos. En los entierros de El Vergel, se acompañan las urnas funerarias con jarros de cerámica pintados con motivos rojos sobre una superficie blanca, un tipo de decoración que después se populariza en el llamado Estilo Valdivia que se desarrolla en la época colonial-hispana, junto con adornos de plata y cobre, herramientas de labores cotidianas y elementos de uso ecuestre.

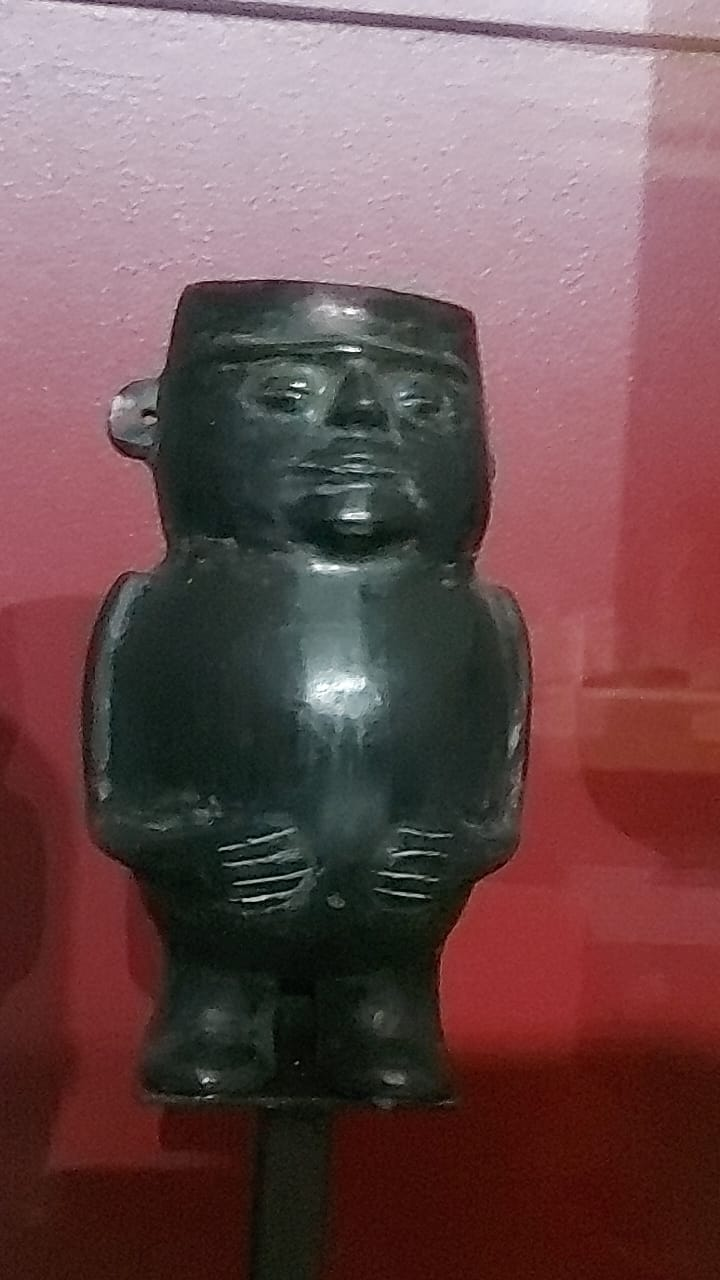
Complejo Pitren y Vergel

El Vergel aparece entre el 1100 d. C. y 1500 d. C., entre Los Notros, comuna de Santa Bárbara, Angol y la Zona de Huillío, inmediatamente al sur de Toltén. A esta nueva forma cultural se la reconoce como complejo Vergel, el cual se establece en ese territorio sobre la forma cultural del Pitrén; lo que se manifiesta claramente en los contextos funerarios de carácter cerámico.
Una particularidad de este Complejo datado entre el 1000 y el 1300 de nuestra era, es que divide en dos fases de acuerdo a su alfarería. Una fase más temprana con alfarería monocroma y una más tardía, bi o tricroma ( rojo, blanco y negro). En El Vergel bícromo se reconocen jarros asimétricos, urnas y jarros simétricos y comparten características de formas y estilos con Pitrén, además de pipas de piedra y cerámica, instrumentos musicales (pitos), piedras horadadas, hachas votivas o cetros de mando y abundantes manos y morteros de piedra. También se encontraron jarros cuencos, y algunas botellas bícromas en rojo oscuro o negro sobre blanco, con chevrones en bandas y diseños geométricos.
Respecto de la relación de Pitrén con el Complejo Vergel, se superpone sobre las formas Pitrén una propuesta cultural diferente, la que, al menos en su alfarería, sigue un curso semejante al que se puede apreciar entre los pueblos alfareros de más al norte y que ha sido denominada como "el Vergel", por haber sido encontrada en un predio agrícola de ese nombre, a pocos kilómetros de dicha ciudad. El complejo El Vergel basaba su productividad en lo agrícola y las condiciones ecológicas y climáticas que brindaba el sector oriental, y se plantea sostenidamente que el complejo Pitrén basaba su economía en la recolección, esta vez asociada al consumo del piñón, papa, quinoa y maíz. Desde el siglo XII el área tiene presencia mapuche.

### Conquista de Chile
La Conquista de Chile es un período en que convencionalmente se divide la historia de Chile. Comprende desde la llegada de Pedro de Valdivia a Chile en 1540 hasta la muerte de Martín García Óñez de Loyola en 1598 tras la batalla de Curalaba entre españoles y mapuches.
Tras el éxito inicial de la conquista española en la zona de los valles transversales y la fundación de Santiago 1541 , los conquistadores se enfrentaron la resistencia indígena en distintas rebeliones que dan inicio a la llamada guerra de Arauco. La derrota española en Curalaba y la destrucción de las siete ciudades entre el Biobío y Chacao condujo a una relativa estabilización de dos fronteras de guerra y el inicio del periodo denominado "la Colonia".
La comuna de Quilaco, tiene sus raíces en el encuentro de la cultura mapuche y la española, que se produce con la llegada de misioneros franciscanos, en el siglo XVIII, a las tierras, que por ese entonces, eran dirigidas por el Lonco Mallacan. La fundación del pueblo, se realiza el 13 de diciembre de 1760, cuando Fray Juan Matud, crea una casa misional, que recibe el nombre de “Purísima Concepción de Quilaco”.
Alrededor de la misión, comienza a formarse el pueblo, cuyo poblamiento y el de las demás localidades se completa más tarde, a través de distintos mecanismos, entre los cuales se destacan los “enganches” en búsqueda de trabajadores agrícolas; la construcción del Canal Bío Bío sur; los proyectos impulsados por La Caja de Colonización; los proyectos de Reforma Agraria; y la parcelación progresiva de algunos antiguos fundos.El Colegio de Propaganda Fide de San Ildefonso de Chillán fue una institución misional franciscana introducida en la frontera austral del Reino de Chile a mediados del siglo XVIII. Su objetivo declarado era organizar la evangelización de los grupos étnicos situados al sur del Biobío y, a tal efecto, instaló una misión entre las comunidades de "indios pehuenches". La misión de Rucalhue se convirtió en un escenario de confrontación y encuentro, donde la presencia de los misioneros originó complejos procesos de resistencia y de negociación de identidades.
Las misiones del Colegio se establecieron el mismo año de 1756, cuando tras fundar su convento principal en la ciudad de Chillán, los misioneros fueron convocados por el gobernador Amat i Junient al Parlamento General del Salto de la Laja El Parlamento, como modalidad más importante de negociación hispano-mapuche, reunió, como era costumbre, a las autoridades de la gobernación con la inmensa mayoría de los loncos del sur del Biobío. Durante esta gran reunión los mapuches cordilleranos, llamados pehuenches y representados en el Inapire Butalmapu, acordarían con el gobernador la entrada de los misioneros del Colegio en sus territorios.
Este doblamiento diverso, refleja en la actualidad un arraigo local, más que una identidad comunal, manifestándose en la inexistencia de tradiciones y celebraciones comunes, no obstante lo cual, en los sectores se observan ciertas costumbres típicas del centro sur y sur de Chile.

### Evangelización
Decía fray Francisco Sánchez, operario de la misión, que Rucalhue significaba en la lengua de los infieles "la casa del diablo". Sin embargo, ya en este tiempo cualquier conocedor del mapudungun sabía que el término Rucalhue quería decir simplemente "lugar para la casa". La licencia literaria de fray Francisco constituye un vivo ejemplo de cómo entre los religiosos de Chillán existía una noción providencial de su cometido entre los mapuches. Los misioneros gustaban de representarse como guerreros de Cristo que entraban entre los infieles para combatir las "gentílicas y bárbaras costumbres a que les mantenía sujetos el príncipe de las tinieblas" Sin embargo, el encuentro con el mundo de los pehuenches frenaría pronto su ímpetu evangélico. No debemos olvidar que los misioneros penetraban en territorio no conquistado, instalándose entre comunidades que vivían según sus propios sistemas culturales y políticos. El día a día de las misiones situó a estos monjes, venidos de la remota Península, en un proceso de obligado aprendizaje que les conminó a comprender la tan criticada barbarie de "estas gentes del piñón"

### Parlamento de Negrete de 1793

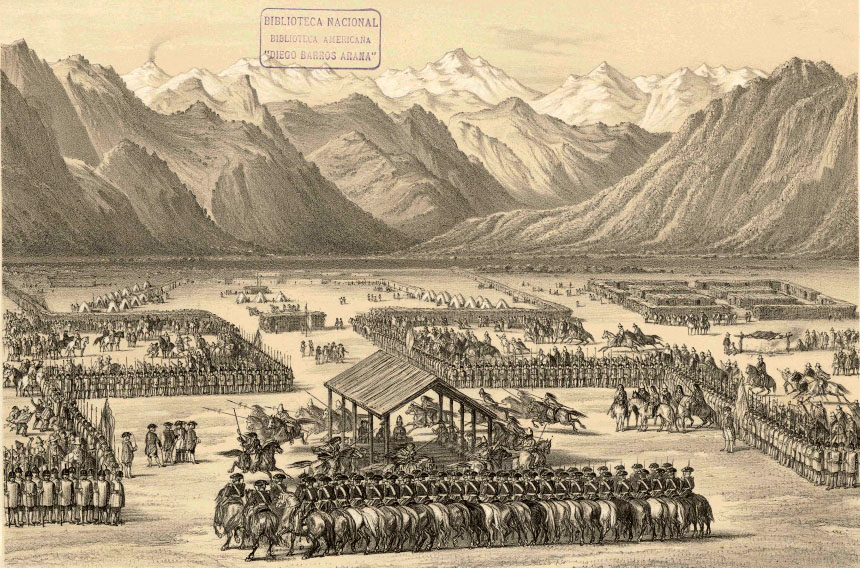
El Parlamento de Negrete de 1793 en un dibujo del Atlas de la historia física y política de Chile de Claudio Gay.

Parlamento de Negrete (1793); junta diplomática de la que emanó un tratado entre las autoridades coloniales españolas de Chile y los principales líderes del pueblo mapuches. La reunión se llevó a efecto del 4 al 7 de marzo de 1793, al borde del Río Biobío, en el vado fronterizo de Negrete, por iniciativa del capitán general y presidente de la Real Audiencia de Chile, Ambrosio O'Higgins. Es considerado habitualmente como el más suntuoso, caro y solemne parlamento diplomático realizado en la frontera chilena del Imperio español. En 1999, el Relator Especial de las Naciones Unidas para tratados, Miguel Alfonso Martínez, concluyó que los acuerdos alcanzados por parlamentos generales, como el de Negrete, podían asimilarse al estatus de un tratado internacional entre la Corona española y el pueblo Mapuche.

### Parlamento de 1803
El 3 de marzo de 1803 se inició en Negrete el último de los parlamentos con los que españoles y mapuches solemnizaron sus paces durante el período colonial. Se realizó por iniciativa del gobernador Luis Muñoz de Guzmán. Asistieron 3500 mapuches, presididos por 239 loncos, mientras que por el lado español se congregaron 1.200 soldados de línea y milicianos.
El representante de los españoles fue el brigadier Pedro Quijada, por los mapuches, el encargado de recoger las contestaciones de los cuatro butalmapus fue el lonco de Angol Francisco Curinagüel.
El parlamento de 1803 consideraba el libre comercio entre ambos bandos, promesas de paz y una alianza defensiva, que efectivamente se llevó a la práctica durante la Independencia, cuando los mapuches lucharon contra los patriotas y a favor de España.
En el libro "Nahuelbuta" del historiador jesuita Mariano José Campos Menchaca, con un Preliminar del jurista e historiador chileno Fernando Campos Harriet y Premio Nacional de Historia en 1988, se menciona que:
- (…) En 1803, el gobernador Luis Muñoz de Guzmán celebró con los mapuches un parlamento más, se tuvo como varios de los anteriores, en los llanos de Negrete, lindos llanos entre los ríos Bio-Bio. Renaico y Vergara.  Una vez más se reconoció en él la independencia de los mapuches en sus tierras, al sur de la Frontera (…)

En el tomo XI de la "Historia General de Chile", escrita por el pedagogo, diplomático e historiador chileno Diego Barros Arana, se menciona:
- (...) En otra parte hemos descrito sumariamente aquel parlamento celebrado en el campo de Negrete el 3 de marzo de 1803 (véase el §7, cap.XXII, parte V, de esta Historia).  Don Bernardo O'Higgins, que no poseía título alguno civil ni militar, asistió a él movido por la curiosidad natural de ver una fiesta de esa especie y de conocer a los indios, cuyos mayores estaban revestidos de tanto prestigio en los libros que había leído sobre la historia de Chile.  Allí fue presentado a los caciques ancianos como el hijo del célebre personaje que por sus actos militares y administrativos se había conquistado veinte años antes un gran renombre en la frontera, y dejado entre los españoles y entre los bárbaros un recuerdo que se conservó por mucho tiempo más.  La vista de las tropas de la frontera, compuestas casi en su totalidad de soldados chilenos, y de los milicianos reunidos en aquel campo, mal armados y peor vestidos, pero fuertes y vigorosos, hizo nacer en el espíritu de O'Higgins, según refería más tarde, la convicción de que sobre esa base podría formarse en un día no lejano el ejército que había de conquistar la independencia de la patria.(...)

### Provincia del Bíobio
La Provincia del Biobío , fue creada por ley del 13 de octubre de 1875; antes de esta fecha Biobío formaba parte del territorio de Arauco.Tomó el nombre del río más caudaloso de Chile.
Creada la Provincia en 1875, es designado y figura como su primer Intendente Felipe Anguita, a quien siguen: Rafael Montt, Mariano Guerrero, Ricardo Vicuña y muchos otros más, que al correr de los años el cargo de Gobernador Provincial ha recaído en Javier Gutiérrez, designado de acuerdo con la nueva Constitución Política del estado, aprobada plebiscitariamente y por amplia mayoría el año 1980.

### Golpe de Estado del 11 de septiembre de 1973

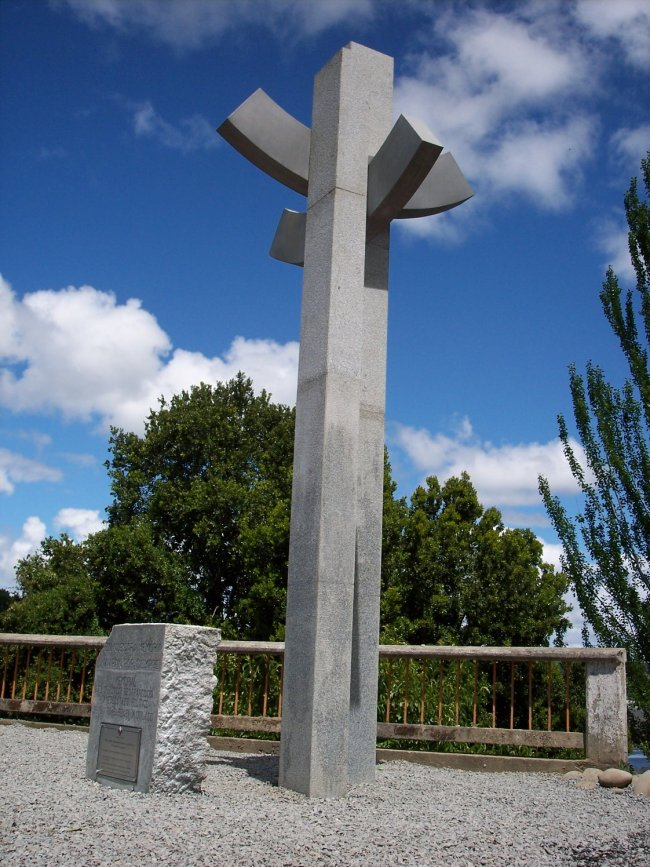
Memorial ejecutados políticos del Golpe cívico militar de 1973

El informe de la Comisión Nacional de Verdad y Reconciliación consignó 16 casos de personas que fueron detenidas por efectivos de Carabineros del Retén Santa Bárbara entre el 11 de septiembre y el 23 de octubre de 1973 y que están hoy desaparecidas. Supuestamente fueron lanzados al río por civiles  y carabineros. Los civiles fueron sacados del recinto policial y trasladados hasta el puente Quilaco donde los carabineros les acribillan, desconociéndose desde esa fecha toda noticia sobre los cuatro campesinos. En el lugar hay un monolito que rememora dicho delito de lesa humanidad. El 18 de mayo de 1979, el Comandante en Jefe de la III División de Ejército, general de Brigada Rigoberto Rubio Ramírez, juez del III Juzgado Militar, sobreseyó definitivamente la causa en contra de los participantes de esta masacre, aun cuando había pruebas fehacientes en contra de todos ellos. 
La Corte Suprema condenó a varios civiles y carabineros por la masacre llevada a cabo en la zona de Quilaco tras este golpe en 2022.

## Medio ambiente

### Geomorfología y componentes abióticos

Trazado simplificado de los ecosistemas y cuerpos de agua presentes en la comuna de Quilaco.

La comuna de Quilaco se encuentra emplazada en las unidades geomorfológicas de Llano central con morrenas y conos, Cordillera andina de retención crionival, Cordillera volcánica activa, Llano central fluvio-glacio-volcanico y Precordillera; y presenta según la clasificación climática de Köppen clima de tundra de lluvia invernal (ET (s)), clima mediterráneo de lluvia invernal (Csb), clima mediterráneo frío de lluvia invernal (Csc), clima templado lluvioso con leve sequedad estival (Cfb (s)) y clima templado lluvioso frío con leve sequedad estival (Cfc (s)). Esta además se halla entre las cuencas hidrográficas de río Biobío y río Imperial. Además, la comuna posee diversos cuerpos de agua, entre los que se destacan la laguna Butaco, laguna Huida, laguna Las Carpas y laguna Santa Teresa; y río Biobío, río Butaco, río Chilpa, río Cristales, río Grande, río Huira, río Lirquén, río Lolco, río Los Parrones o Huirihuiri, río Pichibureo, río Pinca, río Quilme, río San Juan, río Tolguaca y río Villucura.

### Componentes bióticos
Dentro del territorio de la comuna se pueden hallar los siguientes ecosistemas:
- Bosque caducifolio mediterráneo donde predominan Nothofagus obliqua y Persea lingue (En peligro crítico)
- Bosque caducifolio templado andino donde predominan Nothofagus alpina y Dasyphyllum diacanthoides (En peligro)
- Bosque caducifolio templado andino donde predominan Nothofagus alpina y Nothofagus dombeyi (Vulnerable)
- Bosque caducifolio templado andino donde predominan Nothofagus pumilio y Araucaria araucana (Vulnerable)
- Bosque caducifolio templado andino donde predominan Nothofagus pumilio y Azara alpina (Vulnerable)
- Bosque resinoso mediterráneo-templado andino donde predominan Araucaria araucana y Festuca scabriuscula (Vulnerable)
- Bosque resinoso templado andino donde predominan Araucaria araucana y Nothofagus dombeyi (Vulnerable)
- Matorral bajo templado andino donde predominan Adesmia longipes y Senecio bipontinii (Vulnerable)
- Matorral bajo templado andino donde predominan Discaria chacaye y Berberis empetrifolia (Vulnerable)

### Medidas de protección ambiental y conflictos socioambientales
Hasta 2022, la comuna de Quilaco cuenta con las siguientes zonas que poseen algún nivel de protección ambiental:
- ADI Alto del Bio-Bío (Sitios ERB)[22]
- Araucarias (Reserva Biósfera)[23]
- Fundo Villucura (Sitios ERB)[24]
- Parque Nacional Tolhuaca (Parque Nacional)
- Reserva Forestal Malalcahuello (Reserva Forestal)[25]
- Reserva Forestal Malleco (Reserva Forestal)[26]
- Reserva Forestal Nalcas (Reserva Forestal)[27]
- Reserva Nacional Altos de Pemehue (Reserva Nacional)[28]

#### Central Hidroeléctrica Rucalhue
Se ha planificado una central hidroeléctrica en Rucalhue. La firma dueña de la represa más grande del mundo, Tres Gargantas, intenta instalar una central de pasada en Chile. Ha habido tomas, querellas y protestas contra el proyecto. Es una historia en desarrollo. El proyecto consiste en una central hidroeléctrica de 90 MW de potencia instalada que intervendría el Río Biobío en el sector Rucalhue, emplazándose en los municipios de Santa Bárbara y Quilaco en la Región del Biobío, en pleno territorio indígena mapuche pewenche. El proyecto contempla el cierre del cauce del río por medio de una barrera móvil y un muro fijo de hormigón que cumpliría la función de presa para permitir que el agua pase por tres turbinas de generación de energía eléctrica.
En particular, el proyecto de Central Rucalhue ha motivado manifestaciones de rechazo por parte de la población de Quilaco. Los municipios de Quilaco y Santa Bárbara interpusieron recurso de protección para intentar frenar obras de Central Rucalhue. Además la corte rechazó la tala de árboles nativos para la construcción de dicha central.
Actualmente el proyecto se encuentra detenido en atención a que no ha podido conseguir el permiso sectorial de Conaf (corporación nacional forestal), de conformidad al artículo 19 de la Ley 20.083, el cual establece que se prohíbe la corta de especies vegetales protegidas, salvo y excepcional-mente si las obras sean de interés nacional, lo cual no ha podido ser demostrado por la empresa transgresora china internacional electric, ya que de instalar su proyecto hidroeléctrico afectará el hábitat de dos especies nativas, el naranjillo y, especialmente, el guindo santo, especie endémica y presente principalmente en la provincia de bio bio en más de un 96% de su total. Este permiso ya fue rechazado en la vía administrativa por Conaf a través de la resolución fundada 508-2022 y ratificada por la vía judicial por la Ilustrísima Corte de Apelaciones de Santiago. Sin embargo, la empresa porfiadamente ha presentado una nueva solicitud que se encuentra actualmente en tramitación en Conaf, en un proceso de utilización y mal uso de la burocracia pública del estado, ya muy cuestionada por el mal gasto de recursos públicos, los cuales se podrían destinar a una efectiva protección de la biodiversidad. Asimismo, la empresa se encuentra en un juicio en el juzgado de policía local de Santa Bárbara, por haber sido fiscalizada e infraccionada por personal de Conaf por haber cortado sin autorización y en forma ilegal una cantidad indeterminada de especies de Guindo Santo, por lo cual se encuentra en proceso sancionatorio pertinente.
Asimismo. organizaciones sociales opositoras a este proyecto transgresor, han presentado un recurso de reposición en contra de la resolución exenta 175-2023 del Ministerio de Energía, el cual le otorga una prórroga a la concesión eléctrica de este proyecto transgresor del Río Bio Bio, solicitando que se deje sin efecto la prórroga y se decrete la caducidad de dicha concesión.

## Demografía
Quilaco cuenta con una población de 3988 habitantes, de las cuales aproximadamente 1700 viven en Quilaco Urbano, mientras que las demás lo hacen en localidades más pequeñas.
La comuna limita al noroeste con Los Ángeles, al norte con Santa Bárbara, al este con Alto Bío-Bío, al sur con Mulchén y en el sureste con Lonquimay en la Novena Región.
Esta comuna forma una conurbación de tipo local con la comuna vecina de Santa Bárbara, de hecho solo se distancian en ~4.6 kilómetros. El Río Bío Bío, divide geográficamente estas dos comunas, y se accede por el Puente Quilaco pasando primero por Santa Bárbara, específicamente por la ruta Q61R y después se toma la ruta Q71 (Por el puente), llegando así a la entrada principal.

### Localidades
Quilaco
1. Ancud (Comprende las entidades: Ancud)
2. Bretaña (Comprende las entidades: Bretaña Norte, Bretaña Sur y Gales)
3. Campamento (Comprende las entidades: Campamento y Mañil Pile)
4. Chacay (Comprende las entidades: Chacay Oriente y Chacay Poniente)
5. Nitrihue (Comprende las entidades: La Gloria)
6. Quilaco (Comprende las entidades: La Isla)
7. Quilapalitos (Comprende las entidades: Quilapalitos)

Quilapalo
1. Nitrihue (Comprende las entidades: Nitrihue)[34]
2. Bellavista (Comprende las entidades: Bellavista y la Reserva)
3. Dañicalqui (Comprende las entidades: Dañicalqui y san Antonio)[35]
4. Piñiquihue (Comprende las entidades: El Rincón y Piñiquihue)[36]
5. Quilapalo (Comprende las entidades: Lirquén, Quilapalo, San Nicolás y Vaitea)[37]

Rucalhue
1. Chacay (Comprende las entidades: El Chacay, El Encuentro, Los Retoños y San Francisco)
2. Piñiquihue (Comprende las entidades: Coihueco)[nota 9]
3. Campo Lindo (Comprende las entidades: Campo Lindo)
4. Cerro El Padre (Comprende las entidades: Cerro El Padre y Lirquén Chico)
5. La Orilla (Comprende las entidades: La Orilla)
6. Loncopangue  (Comprende las entidades: Baquecha)[nota 10]
7. Los Llanos (Comprende las entidades: Los Llanos)
8. Rucalhue (Comprende las entidades: Rucalhue)[nota 11]
9. San Ramón (Comprende las entidades: Los Callejones, Pontepossero, San Ramón)

Loncopangue
1. Loncopangue (Comprende las entidades: Bienestar, Cagual Alto, Cagual Bajo, El Polón, La Esperanza, La Suerte, Loncopangue, Los Esteros, Ñallai Cullín, Primer Agua y Rañihuel)
2. Porvenir (Comprende las entidades: Porvenir)

Vilucura
1. Vilucura (Comprende las entidades: Vilucura Norte y Vilucura Sur)

## Administración

### Municipalidad
La Municipalidad de Quilaco para el periodo 2021-2024 es dirigida por el alcalde Pablo Antonio Urrutia Maldonado (IND - Unidos Por la Dignidad) y el concejo municipal conformado por los concejales:
- Jacquelyn Emelina Benitez Mora (RN)
- Miguel Ángel Riquelme Chávez (UDI)
- Pedro Ángel Sanhueza Salamanca (Partido Radical)
- Jorge Alberto Vallejos Córdova (PPD)
- Jaime Sanhueza Parra (PS)
- José Heriberto Villa Ramos (PDC)

### Representación parlamentaria
Quilaco forma parte de la Circunscripción Senatorial X y del Distrito Electoral 21. Es representada en la Cámara de Diputados del Congreso Nacional por los siguientes diputados:
- Flor Weisse Novoa (UDI)
- Karen Andrea Medina Vásquez (Partido de la Gente)
- Joanna Pérez Olea (PDC)
- Cristóbal Urruticoechea Ríos (Partido Republicano De Chile)
- Clara Inés Sagardía Cabezas (IND - Convergencia Social)

En el Senado, la representan:
- Sebastián Keitel Bianchi (Evolución Política)
- Enrique Van Rysselberghe Herrera (UDI)
- Gastón Saavedra Chandía (PS)

## Economía
La Comuna de Quilaco, centra su economía principalmente en la agricultura, ganadería, durante los últimos años, las exportaciones de Quilaco han decrecido a una tasa promedio anual del 0%, desde US$ 94,35 mil en 2015 hasta US$ 94,35 mil en 2015. La única exportación de Quilaco es Otros frutos secos. Según el censo agropecuario del 2007, en Chile predominaba la especie de ganado ovino (33,2 % del total de ganado), los bovinos (31,8 % del total de ganado) y en tercer lugar los cerdos (25,0 % del total de ganado).
Desde el año 2014, la comuna ha visto un leve crecimiento de la micro y pequeña empresa en relación con rubros relacionados al turismo.En 2018, la cantidad de empresas registradas en Quilaco fue de 37. El Índice de Complejidad Económica (ECI) en el mismo año fue de -1,01, mientras que las actividades económicas con mayor índice de Ventaja Comparativa Revelada (RCA) fueron Cultivo de Otros Cereales (397,31), Cultivo de Trigo (98,19) y Explotación de Bosques (22,91).

## Servicios públicos
En relación con el orden público y seguridad, la Tenencia Quilaco es una unidad de Carabineros de Chile dependiente de la 4.ª Comisaría de Santa Bárbara, la que a su vez se subordina a la 20.ª Prefectura Bío-Bío.
En salud pública, el Cesfam de Quilaco es un centro de atención primaria de salud. Para las prestaciones de mayor complejidad, los pacientes son derivados al Hospital de la Familia y la Comunidad Santa Bárbara, ubicado a unos 4 km de distancia, o al Hospital Dr. Víctor Ríos Ruiz, de alta complejidad, ubicado en la capital provincial, Los Ángeles.
El Cuerpo de Bomberos de Quilaco es una institución fundada en 2002 que cuenta con dos compañías.

## Sitios de interés

### Canal Biobio sur
Es un canal de regadío la cual se inició al redor del año 1945 por la firma Echeñique Hurtado entre cuyos jefes estaba el ingeniero jefe de nacionalidad Peruana Rómulo Botto Elmore; Ingeniero ayudante Pedro Valenzuela, el Ingeniero visitador Ernesto Pinto Lagarrigue y Juan Montes que se desempeñaba como Ingeniero de obras. Con esta obra monumental contribuyeron a que suelos que eran improductivos se transformaran en fértiles y productivos. Sin embargo en la actualidad vemos como preocupación como la mayoría de los terrenos cultivables agrícolamente se han forestado con pinos o eucaliptus perdiéndose los beneficios de este canal de regadío.

### Puente Quilaco
Referente a la red vial cabe destacar la construcción del puente, en 1962,  sobre el Río Bio Bío que facilito la comunicación con Santa Bárbara y los Ángeles que ante debían efectuarse a través de un balsadero. El Puente Quilaco (Tres Aguas) es una de las obras de infraestructura más importantes de la década de los 50’ en la comuna de Quilaco. Tiene 214 metros de largo y 8 metros de ancho y une a Santa Bárbara con la comuna de Quilaco, como también es alternativa de conectividad con el territorio sur de Chile, pues une las dos riberas del Biobío, siendo la frontera natural entre el sur y el norte de nuestro país

### Reserva nacional Altos de Pemehue
En la comuna se encuentra la Reserva Nacional Altos de Pemehue que cuenta con 18.854  de bosque nativo, hermosos paisajes y senderos turísticos. Estos senderos permiten acceder a lagunas ubicadas en el interior del parque, y conocer la flora y fauna característica de la zona.

### Balneario La Higuera
Es un lugar para disfrutar en días de calor, o en cualquier época del año junto a su familia o amigos, está emplazado a orillas del río Lirquén, que llega hasta Quilaco para crear el sector denominado La Higuera. Este espacio, que asemeja ser una laguna natural, invita a todos quienes disfrutan de las áreas verdes y el agua cristalina para olvidarse de la rutina. En el sector existen senderos demarcados con una extensión de unos 400 metros aguas arriba que llevan hasta El Remolino otro paraje natural muy hermoso de la comuna.

### Balneario Rucalhue
Balneario Rucalhue está situado a metros de la plaza del sector; este reconocido y visitado balneario esta emplazado a orillas del río Lirquén, el lugar no cuenta con servicios básicos, solo con acceso al río, péro aun así es muy visitado, por las familias que llegan a la comuna.

### Balneario Los Llanos
Camping -Balneario "Los Llanos" queda a 4 kilómetros de Quilaco camino a Rucalhue. El espacio es perfecto para disfrutar en familia durante las vacaciones, está rodeado de un bosque de pinos con mucha sombra y se encuentra completamente cerrado para dar más seguridad a sus visitantes.

### Playa pública Trompelhueno

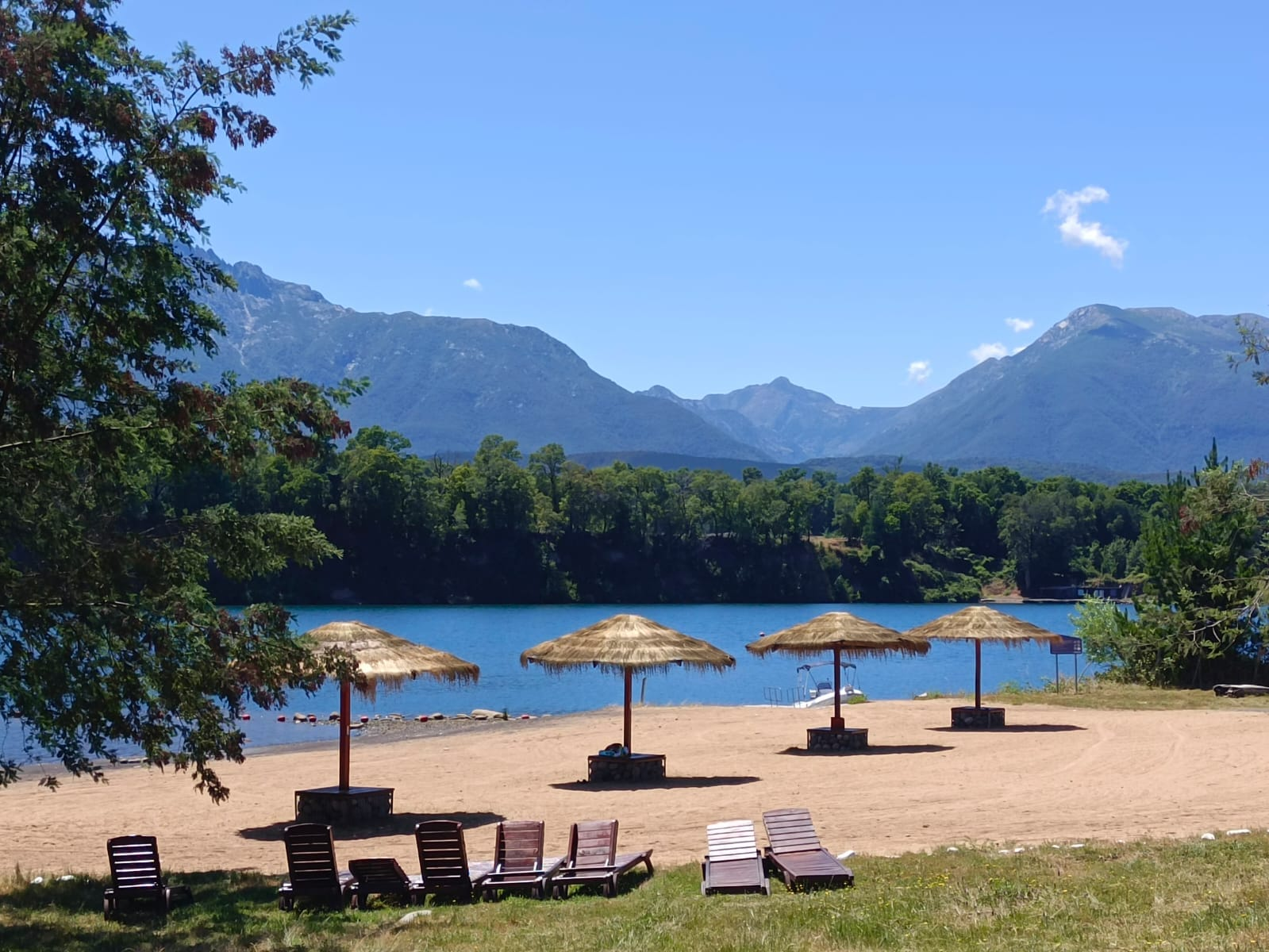
Camping Tropelhueno, Quilaco, Chile

La playa de Quilaco posee la misma dirección del campin privado. Éstá es de libre acceso para quienes quieran visitarla. Cuenta con salvavidas, puestos donde se comercializan productos de elaboración local. Dentro de sus instalaciones podemos encontrar sombrillas, baños, camarines y un amplio estacionamiento. El lago tiene el espacio suficiente para poder practicar kayak y otros deportes acuáticos.

### Centro de visitantes
Consta de 8 estaciones, de las cuales las 7 primeras son auto guiados, mostrando el rol del agua en el ciclo de la vida, la flora y la fauna local. En la estación número 8 podemos encontrar suvenires elaborados con productos locales.

### Arboretum

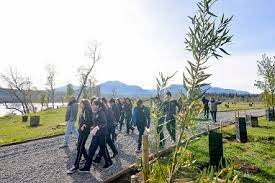
Arboretum de Quilaco

El Arboretum del Parque Angostura del Bíobío,  se encuentra ubicado en la Comuna de Quilaco, octava región, es un lugar destinado a cultivar especies arbóreas y arbustivas, de forma aislada o en bosquetes, con fines educativos y de conservación. Cuenta una superficie de 4,2 hectáreas, con especies nativas e introducidas y de especies en peligro de extinción. Su principal función es contribuir a la conservación ecológica y al disfrute de la naturaleza, sirviendo de lugar de observación científica y actividades de docencia.